# Đặng Thân
Đặng Thân (sinh 1964) là nhà thơ song ngữ, nhà văn nổi tiếng ở Việt Nam về tiểu thuyết hư cấu, truyện ngắn và tiểu luận. Giới phê bình Việt Nam đánh giá ông là điển hình của văn học hậu-đổi mới, những tác phẩm của ông đã tạo ra bước ngoặt quan trọng bậc nhất về lối viết trong văn học Việt Nam. Báo chí nước ngoài thì nhận định: "In the literary circles he runs in, Dang is praised for his idiosyncratic prose and rebellious style." (Trong những dòng văn chương ông theo đuổi, Đặng Thân được ca ngợi nhờ có giọng văn rất độc đáo và phong cách nổi loạn).
Đặng Thân được cho là đại diện cho một chủ thể diễn ngôn hoàn toàn mới, vượt ra khỏi các chủ thể diễn ngôn "chiến thắng" và "chấn thương" từng có tại Việt Nam, mà có người gọi là "trào tiếu trang nghiêm". Điều đó đồng nghĩa với việc Đặng Thân đã tạo ra chủ thể lời nói mới, thể loại diễn ngôn mới và từ vựng mới. Mảng từ vựng ông dùng đều mang nghĩa rộng, nghĩa mở (connotation), khác với lối dùng từ độc điệu, đơn nhất (denotation) thường được sử dụng.

## Tiểu sử
Đăng Thân hiện (2009) là Giám đốc đào tạo của Viện nghiên cứu hỗ trợ phát triển giáo dục IVN, kiêm Chủ nhiệm bộ môn Dự trắc học của Trung tâm nghiên cứu và phát triển Kinh Dịch.

## Sự nghiệp
Đặng Thân vừa dạy học và sáng tác bằng cả tiếng Việt và tiếng Anh.
Ông có nhiều sáng tác bằng tiếng Anh đã được xuất bản tại Hoa Kỳ trong các tuyển thơ The Colors of Life, Eternal Portraits và The International Who's Who in Poetry... Một số tác phẩm của ông được in trên các tạp chí văn học như Wordbridge, The Writers Post, Beehive hay trong tuyển tập Blank Verse
Ông viết nhiều tác phẩm độc đáo bằng tiếng Việt trong nhiều thể loại: thơ, truyện ngắn, tiểu thuyết và tiểu luận.
Tháng 11 năm 2008, Đặng Thân cho ra mắt tác phẩm Ma Net gồm 12 truyện ngắn mà một số truyện đã được tác giả đưa lên blog và các tạp chí mạng trước khi xuất bản. Ma Net nhận được rất nhiều quan tâm từ độc giả và các phương tiện truyền thông đại chúng và những bình luận nhiều chiều giữa các nhà chuyên môn. Lối viết của Đặng Thân đã được kiến giải đặc sắc là lối viết "phi thực", thể hiện "không gian n chiều" và được ví với "cách nhìn của đại bàng"..
Tháng 1 năm 2009, hai nhà thư pháp Trịnh Tuấn và Phạm Long Hà đã ra mắt tác phẩm Tiền vệ Phụ âm Thư trên 23m giấy xuyến chỉ bồi đế thể hiện 7 bài thơ phụ âm (alliteration) độc đáo của Đặng Thân.
Tháng 11 năm 2011, tiểu thuyết 3.3.3.9 [những mảnh hồn trần] được xuất bản trong nước, ngay lập tức làm chao đảo văn đàn, với "cái mới và cái lạ nổi rõ, cái hay khi ẩn khi hiện." Nó làm "thay đổi cả thế giới tư duy lẫn nhận thức", "nó khơi mở định nghĩa, xác lập cái bản chất của đời sống, bản chất của xã hội chúng ta đang sống", thậm chí còn được gọi là một "thoát giun luận" cho dân tộc trong thời đại toàn cầu hóa. Có nhà phê bình khẳng định, với 3.3.3.9 [những mảnh hồn trần] sẽ chỉ có những ý kiến "cực khen hoặc cực chê", và cho rằng: "tiểu thuyết của Đặng Thân đáng có một số phận như vậy." Đặng Thân được coi là "đã tạo ra một thế giới nghệ thuật đi xa hơn những gì nhiều nhà văn hàng đầu khác đã làm." Với tác phẩm này, giới phê bình còn đề nghị đưa ra khái niệm "Tiểu-thuyết-Đặng-Thân" cho những đóng góp về thi pháp tiểu thuyết của ông, bởi nó đã trình bày những quan niệm khác, những ý niệm lạ trong thể loại tiểu thuyết ở Việt Nam, và cũng là trên thế giới. Điều quan trọng, là từ đây ông được đánh giá là nhà văn tạo ra một bước ngoặt quyết đoán cho văn học Việt Nam.
Tháng 1 năm 2013, Đặng Thân xuất bản tập tiểu luận - chân dung Dị-nghị-luận Đồng-chân-dung, đã được coi là "một sự kiện lớn, rất lớn trong đời sống học thuật của dân tộc Việt đầu thế kỷ XXI", bởi "cuốn sách có nhiều cái lạ trong nội dung và cách viết". Có người thì gọi cách vẽ chân dung của ông là "bầu trời trong giọt nước", người thì gọi là "vẽ rồng trong mây", ngoài "mỹ học của cái thanh" còn có "mỹ học của cái tục" và "giễu nhại cả trong phê bình", đặc biệt là đem đến "cách đọc văn chương panorama" mở ra những chiều kích sâu rộng và đa tầng cho mọi đối tượng văn học, dù là tác giả hay tác phẩm.

## Tác phẩm

### Truyện ngắn
- Ma Net (Nhà xuất bản Văn Học, 2008): Đã 20 mùa thu người Hà Nội Lưu trữ ngày 11 tháng 11 năm 2011 tại Wayback Machine, Cú hích về nguồn, Người Thầy của em, "Thùng thuốc nổ", Người Thầy của những tuyên ngôn, "Yêu", Người anh hùng bất tử, "Hiếp", ma net, ma nhòa.
- Các truyện khác: Mẩu Thịt Thừa, Bài học tiếng Việt mới

### Tiểu thuyết
- 3.3.3.9 [những mảnh hồn trần] (Nhà xuất bản Hội Nhà Văn, 2011)
- Những kênh bão người / Channels of the Homo Storms -
- Factum [a] Cave

### Tiểu luận & Chân dung
- Dị-nghị-luận Đồng-chân-dung (Nhà xuất bản Hội Nhà Văn, 2013): Mộc Dục Luận[liên kết hỏng] (về cái sự tắm rửa), Kẻ Sỹ: Cội nguồn cảm hứng sáng tạo & Xuất xử, Mơ, [Ngồ] ngộ Ngôn Sư, Đọc Bình Ngô đại cáo [nhân ngày nhà giáo], Tú Xương chỉ có "xướng" và "tu"?, Vai diễn & Số phận, Bán[h], Về [đại] dịch [ma] thuật, "Tỉu Nuận", Thơ phụ âm (alliteration) [& tôi], "Hình như" Từ Chi, Hình như có người "cởi áo" trên Cửa Cấm (về Dư Thị Hoàn), Tiếng ngựa hoang... (về Lê Anh Hoài), V[i]ết mật ngôn trên d[r]a (về Nguyễn Viện), Và đã "phải lòng" (về Đặng Thiều Quang), Quite connects (về "Thơ đến từ đâu" của Nguyễn Đức Tùng), Mai Văn Phấn& công nghệ cách tân thơ, Trường-ca ca... (về thơ Đỗ Quyên), Những mùa thu ám ảnh trong cõi lửng lơ (về thơ Dương Kiều Minh), Người buông lưới dệt ánh sáng từ hố thẳm Lưu trữ ngày 3 tháng 3 năm 2014 tại Wayback Machine(về thơ Nguyễn Quang Thiều), Cần thêm một dấu hỏi cho độc giả Việt? (về "Mùa mưa ở Singapore" của Linh Lê), Những góc nhìn luễnh loãng Đông & Tây khi đọc Đỗ Minh Tuấn bên Nabokov & Trang Tử & Muhammad & v.v... (về "Thần thánh & Bươm bướm" của Đỗ Minh Tuấn), Đoàn tàu 'Thống Nhất' Lưu trữ ngày 1 tháng 3 năm 2011 tại Wayback Machine(hay là 'quân tử dĩ hậu đức tải vật') (về Đỗ Lai Thúy), Nỗi đau Lưu trữ ngày 27 tháng 1 năm 2011 tại Wayback Machine[đáu] của trực giác (hay là tiếng gầm của sư tử) (về Hoàng Ngọc Hiến), Kỷ niệm đầu tiên và lưu niệm cuối cùng với dịch giả Chu Trung Can, Nhớ Phạm Công Thiện|Quên Henry Miller, James Joyce: vầng hồng từ đồng cỏ Ireland, Bài học tiếng Việt mới || Phụ lục - Dị-chân-dung: A Lịch Sơn Đại Đế, Bờm, Bùi Giáng, Đặng Đình Hưng, Đặng Mậu Lân, Einstein, Gabriel Garciá Márquez, Gao Xingjian
- Các bài khác: Hình như "khói" (về Châu Diên), Hình như là "cởi quần" (về Nguyễn Huy Thiệp), Những chuồ/trường đại học (ĐH) d/ranh já/tiếng nhất thế jới vs. ĐH "R", Tú Xương & những con giòi [bò trong...tủy], Gustav Mahler - lời tiên tri của chủ nghĩa hiện đại & chủ nghĩa hậu-hiện đại, Julius Caesar (Xê-da) [vs. "Xê-ra"], "Nước mắt trên sa mạc"(về "Không khóc ở Kuala Lumpur" của Linh Lê), Còn lũ nào ác như phát xít? (về "Có được là người" của Primo Levi), Hành trình cỏ cây Lưu trữ ngày 21 tháng 5 năm 2011 tại Wayback Machine xuyên tâm l[iên/inh] (đọc dọc Thơ tuyển Mai Văn Phấn)

### Thơ
- Không Hay (Nhà xuất bản Hội Nhà Văn, 2014): Cơn sóng đầu tiên năm mới đến, Quá Nguyên Tiêu, Valentine lạnh, U... mê, Sáng xuân nay lông chim bay ngoài cửa sổ, Đêm đê... mê, Phố xuân, Tam thật niên nghiệt ngã lắm oh time, Ehèmjaomùa, Một ngày nghỉ, Hạ Huế, Hạ lội, Ngái em, Bức tranh minh họa, Hội phố mộng, KFC, Đêm sương mù trên phố, Sao em chỉ uống cà phê chiều, Thanh thiền (karaoke zen), Cô đơn em, Văn chiêu [hồn] giời, 6i+Hi vii, Khốc cạn sông hồng/hường, Táo 7 (thất) ngày ngân 7 nốt, Không không, Đồng dao vũ trụ, Cú hých về nguồn, Bần thần, Phố âm u ngày đông, Meo-buồn, Mộng du ký: Xít-ni ngày mù mùa đông, Metropolitan London - Paris - New York - Tokyo, Nước mắt trên sa mạc
- TỪ ĐIỂN THI X/X Loại [chúng sinh] - Xem: A, B1 & B2, C1 & C2, D, G1 & G2, J, L1 & L2, M, N, P1 & P2, S1 & S2, V... trên Tiền Vệ
- Thơ phụ âm (Alliteration): Phụ âm [ân đạo hệ / Khoa lão mẫu thân từ], Xao xuyến & Sung sướng, 6i +Hi i - ii - iii - iv - v - vi
- hài ku[l] - Xem: i Lưu trữ ngày 30 tháng 1 năm 2011 tại Wayback Machine, ii Lưu trữ ngày 30 tháng 1 năm 2011 tại Wayback Machine... trên Da Màu

## Giải thưởng
- Tặng thưởng dành cho truyện ngắn trong cuộc thi "Ngàn năm thương nhớ đất Thăng Long 2005-2006" của Hội liên hiệp Văn học Nghệ thuật Hà Nội.

### Tiếng Việt
- Họ Đặng & Những người Việt Nam họ Đặng nổi tiếng - Wikipedia
- Đặng Thân Lưu trữ ngày 10 tháng 3 năm 2009 tại Wayback Machine trên Wikivietlit & Popular Pages Lưu trữ ngày 6 tháng 12 năm 2009 tại Wayback Machine
- Đặng Thân – Tiểu sử và tác phẩm, tạp chí Tiền Vệ.
- "Đặng Thân: Cần phải loại bỏ khái niệm 'cấm kỵ' ra khỏi sáng tác văn học" (phỏng vấn) - Văn nghệ Sông Cửu Long (2006).
- "Hậu hiện đại: cần nó thì nó đến" (phỏng vấn) - Văn nghệ Trẻ (5/2008).
- "Đặng Thân: viết Ma Net khi nội công lông bông thâm hậu" (phỏng vấn) - Người Hà Nội (12/2008).
- "Thế giới [văn chương] Lưu trữ ngày 13 tháng 6 năm 2010 tại Wayback Machine luôn có nhiều con đường..." (phỏng vấn) - báo điện tử Hội Nhà văn VN & tạp chí Viết Văn.
- "Còn Đặng Thân thì... cười!" - talami
- "Trò chuyện cùng Đặng Thân" (phỏng vấn) - Văn Chương Việt (2/2012).
- "Đặng Thân và cái 'siêu thị' hậu hiện đại" (phỏng vấn) - Tiền Phong (4/2012).
- "Nhà văn Đặng Thân và những cái Khác Lưu trữ ngày 26 tháng 6 năm 2013 tại Wayback Machine ngoài tác phẩm" (phỏng vấn) - Văn hóa Nghệ An (5/2013)

### Tiếng nước ngoài
- Đặng Thân's Bio trên Beehive Magazine - USA
- Dang Than's Bio tại The Writers Post - USA, "The Shock to Root", "I Bathe..." tại The Writers Post - USA
- "The First Tsunami Of the New Year" Lưu trữ ngày 5 tháng 1 năm 2009 tại Wayback Machine trong tập Blank Verse, An Anthology Of Vietnamese New Formalism Poetry
- "Poetry Living Room Vol 8", Beehive Magazine - USA

& Writers Magazine
- Ma Net[liên kết hỏng] tại Fairfield Branch Library, NSW, Australia + Ma Net Lưu trữ ngày 6 tháng 7 năm 2011 tại Wayback Machine trên Port Adelaide Lưu trữ ngày 5 tháng 10 năm 2011 tại Wayback Machine Enfield Public Library Lưu trữ ngày 15 tháng 8 năm 2011 tại Wayback Machine Service, Australia + Ma Net/Cyber Ghost in Raker Library Services, Inc. - Boston, MA, USA + Ma Net in Indianapolis-Marion County Public Library, USA
- Quelle est votre citation préférée?, Julie-Anne Boudreau - Résumé (Professeure-chercheure Lưu trữ ngày 20 tháng 10 năm 2008 tại Wayback Machine, titulaire de la chaire de recherche du Canada sur la ville et les enjeux politiques liés à l’insécurité)
- Đặng Thân trên sensAgent: "definição e sinónimos de Dang Than", "todas as traduções do Dang Than"
- "A trivia question" do Lobstergirl thực hiện trên Goodreads.com

### Video Clip
- "Gõ cửa ngày mới" (15/2/2008): VTV1 phỏng vấn
- Tiền vệ Phụ âm Thư ra mắt tại VMA (3/1/2009): O2TV & VTV1
- Hội thảo về Thơ đến từ đâu tại L'Espace (6/1/2010): "Quite Connects" - Tham luận của Đặng Thân
- Đặng Thân & Mario Fortunato giới thiệu Có được là người của Primo Levi nhân Tuần văn hóa Italia tại Việt Nam (12/10/2010) - 1 & 2
- 3.3.3.9 [những mảnh hồn trần] tọa đàm ra mắt tại L'Espace (7/1/2012): Nguyễn Quang Thiều khai mạc - Đỗ Lai Thúy đọc tham luận - Phạm Xuân Thạch trao đổi & nhận định - Uông Triều & Nguyễn Quang Thiều - Đỗ Minh Tuấn đọc tham luận & Đặng Thân phản hồi & Chương trình giới thiệu của Đài truyền hình Hà Nội